# 鱶女
『鱶女』（ふかおんな）は、石原慎太郎の短編小説及びそれを原作とした映画・テレビドラマ作品である。
鮫の化身の女と青年との愛を描いた作品で、1958年の『文學界』10月号に発表。

## 映画版
1959年、日活により『海底から来た女』として映画化・公開された。
- 脚本：石原慎太郎、蔵原弓弧
- 監督：蔵原惟繕
- 音楽：佐藤勝
- 撮影：山崎善弘

### キャスト
- 少女：筑波久子
- 敏夫：川地民夫
- 克彦：水谷貞雄
- ガンちゃん：武藤章生
- 堤：内田良平
- 男Ａ：杉山俊夫
- 男Ｂ：杉幸彦
- 男Ｃ：林茂朗
- 男Ｄ：須藤孝
- 女Ａ：葵真木子
- 女Ｂ：江端朱実
- 女Ｃ：夏今日子
- 女Ｄ：桧多加子
- 藤作：浜村純
- 女主人：隅田恵子
- 主人：井東柳晴
- 源爺：横山運平
- 勝造：草薙幸二郎
- 警官：河上信夫
- 婆や：本間文子
- 漁師Ａ：山田禅二
- 漁師Ｂ：青木富夫
- 漁師Ｃ：澄川透

## テレビドラマ版
1980年8月9日、テレビ朝日の土曜ワイド劇場にて、怪奇シリーズ第三夜『恐怖の人喰い鱶 鱶女（ふかおんな）』として放映された。
- 脚本：田村多津夫
- 監督：松森健
- 音楽：大野雄二
- 特技監督：真野田陽一
- ロケ協力：下田市観光協会、下田市漁業協同組合須崎支部
- 整音：T.E.S.S
- 現像：東洋現像所
- プロデューサー：関口恭司、渡邊毅
- 制作：テレビ朝日、東宝

### キャスト
- 今日子／海の女（２役）：夏樹陽子
- 津川敏夫：大和田獏
- 山下静香：香野百合子
- 本庄麻矢：田中真理
- ?：森田日記
- 網元：伊吹徹
- 浜口玄二郎：加藤嘉
- ?：小野進也
- ?：左右田一平
- ?：福崎和宏
- ?：前田哲朗
- 静香の母：青木和子
- 静香の妹：山添三千代